# Alexera
Alexera is een kevergeslacht uit de familie van de boktorren (Cerambycidae). De wetenschappelijke naam van het geslacht werd voor het eerst geldig gepubliceerd in 1945 door Dillon & Dillon.

## Soorten
Alexera omvat de volgende soorten:
- Alexera barii (Jekel, 1861)
- Alexera secunda Martins & Galileo, 2007